# Molomix
Molomix è un album di remix del gruppo musicale messicano Molotov, pubblicato nel 1998.

## Tracce
1. El Carnal de las Estrellas (Intro) - 4:44
2. Puto (Mijangos Hard Mix) - 7:00
3. Gimme tha Power (Urban Mix) - 3:53
4. Cerdo (Porcino Mix) - 3:38
5. Voto Latino Remix - 2:57
6. Puto (M+M Electrónic Dub) - 6:49
7. Cerdo Radio Mix - 2:45
8. Gimme Tha Power (Drum'n Bass Mix) - 3:42
9. Puto MD Extended Mix / Chinga Tu Madre - 6:59
10. Rap, Soda y Bohemia - 4:03